# André Arnaud (écrivain)
Pour les articles homonymes, voir Arnaud.
André Arnaud, né le 25 mai 1923 dans le département de Constantine et mort le 16 février 2015 à Paris 15e,, est un écrivain et un ambassadeur français, auteur de roman policier. 

## Biographie
André Arnaud fait une carrière de diplomate et devient ambassadeur de France en Thaïlande. il est nommé commissaire général de l'année culturelle France-Danemark qui eut lieu en 1988.
En 1999, il publie son unique roman, Pierres de sang, pour lequel il est lauréat du prix du Quai des Orfèvres 2000.

## Œuvre

### Romans
- Pierres de sang, Éditions Fayard (1999)  (ISBN 2-213-60405-3)

## Prix et distinctions

### Prix
- Prix du Quai des Orfèvres 2000 pour Pierres de sang[3]